# Епархия Сен-Луи (Сенегал)
Епархия Сен-Луи (лат. Dioecesis Sancti Ludovici Senegalensis) — епархия Римско-Католической церкви c центром в городе Сен-Луи, Сенегал. Епархия Сен-Луи распространяет свою юрисдикцию на территорию областей Сен-Луи, Матам и Луга. Епархия Сен-Луи входит в митрополию Дакара. Кафедральным собором епархии Сен-Луи является церковь святого Людовика.

## История
Апостольская префектура Сенегала была образована в 1763 году путём выделения части территории из епархии Фуншала.
6 мая 1931 года апостольская префектура Сенегала передала часть своей территории в пользу возведения новой миссии sui iuris Гамбии (сегодня — Епархия Банжула).
27 января 1936 года Римский папа Пий XI издал буллу Non semel Apostolica, которой переименовал апостольскую префектуру Сенегала в апостольскую префектуру Сен-Луи.
18 декабря 1965 года апостольская префектура Сен-Луи передала часть своей территории в пользу возведения новой епархии Нуакшота.
15 февраля 1966 года Римский папа Павел VI издал буллу Christi Ecclesia, которой возвёл апостольскую префектуру Сен-Луи в ранг епархии.
13 августа 1970 года епархия Сен-Луи передала часть своей территории в пользу возведения новой апостольской префектуры Тамбакунды (сегодня — Епархия Тамбакунды).

## Ординарии епархии
- Jean-Claude Duret C.S.Sp.[1] (1856 — 22.08.1873);
- François-Marie Duboin C.S.Sp. (20.07.1876 — 1883);
- François-Xavier Riehl C.S.Sp. (23.11.1883 — 23.07.1886);
- Mathurin Picarda C.S.Sp. (14.07.1887 — 22.01.1889);
- Joachim-Pierre Buléon C.S.Sp. (6.06.1899 — 13.06.1900);
- François-Nicolas-Alphonse Kunemann C.S.Sp. (27.02.1901 — 20.03.1908);
- Hyacinthe-Joseph Jalabert C.S.Sp. (13.02.1909 — 12.01.1920);
- Louis Le Hunsec C.S.Sp. (26.06.1920 — 26.07.1926);
- Joseph Landreau C.S.Sp. (1955—1965);
- Prosper Dodds C.S.Sp. (15.02.1966 — 12.01.1973);
- Pierre Sagna C.S.Sp. (19.12.1974 — 22.02.2023);
- Ernest Sambou (22.02.2003 — 12.01.2023);
  - Андре Гейе (12.01.2023 — по настоящее время — апостольский администратор).

## Источник
- Annuario Pontificio, Libreria Editrice Vaticana, Città del Vaticano, 2003, ISBN 88-209-7422-3
- Булла Non semel Apostolica, AAS 28 (1936), стр. 284  (лат.)
- Булла Christi Ecclesia  (лат.)